# Thekenfahrrad

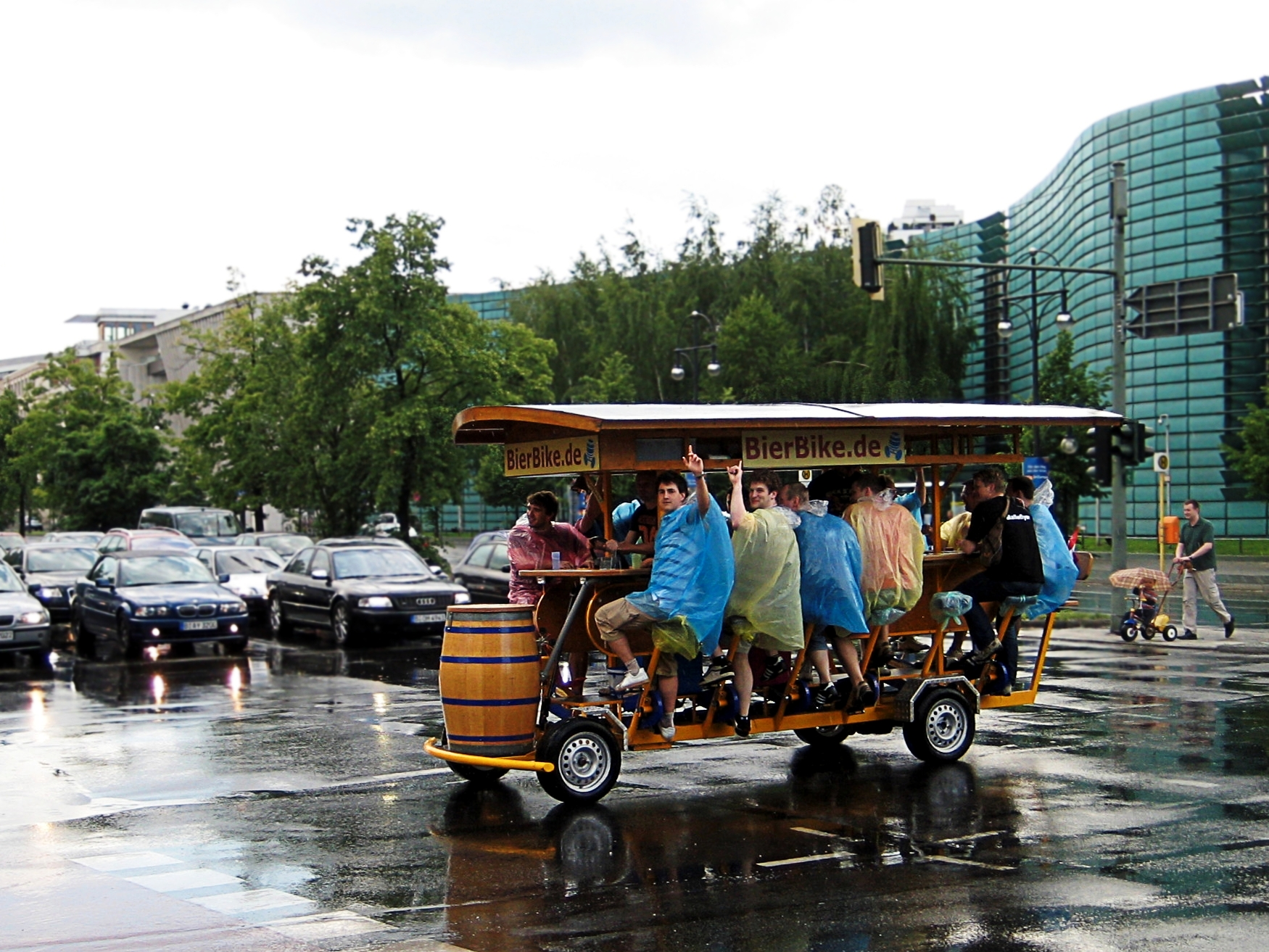
Ein Thekenfahrrad im öffentlichen Straßenverkehr in Berlin (2009)

Ein Thekenfahrrad, in Deutschland auch bekannt unter den geschützten Bezeichnungen Bierbike und Partybike, ist ein vierrädriges Gruppenfahrrad, das über Pedale angetrieben wird. Zusätzlich ist es mit einer Theke, einer Bierzapfanlage und häufig einer Musikanlage ausgestattet. Zweck des Fahrzeuges ist es, eine Verbindung aus Fortbewegung und Feiern zu ermöglichen. Erfunden wurde das Thekenfahrrad (niederländisch Bierfiets) im Jahr 2000 von den niederländischen Brüdern Zwier und Henk van Laar in dem Dorf Kootwijkerbroek (Ortsteil von Barneveld) unter dem Namen Fietscafé.

## Funktionsweise
Das Thekenfahrrad funktioniert nach dem Grundprinzip des Fahrrades. Die Passagiere sitzen sich an einem Tisch gegenüber und treten in die Pedale, welche das Fahrzeug antreiben. Ein Fahrer lenkt und bremst.

## Verbreitung
In Deutschland werden Thekenfahrräder überwiegend in Großstädten von kommerziellen Anbietern für Feiern, gesellige Ausflüge und Stadtrundfahrten vermietet. Auch in Großbritannien, den Niederlanden, den Vereinigten Staaten und Irland sind vergleichbare Fahrzeuge verbreitet. Im Oktober 2012 gab es in Deutschland in 34 Städten Anbieter, in den Niederlanden sind 27 Thekenfahrräder in Betrieb und in den USA 20.

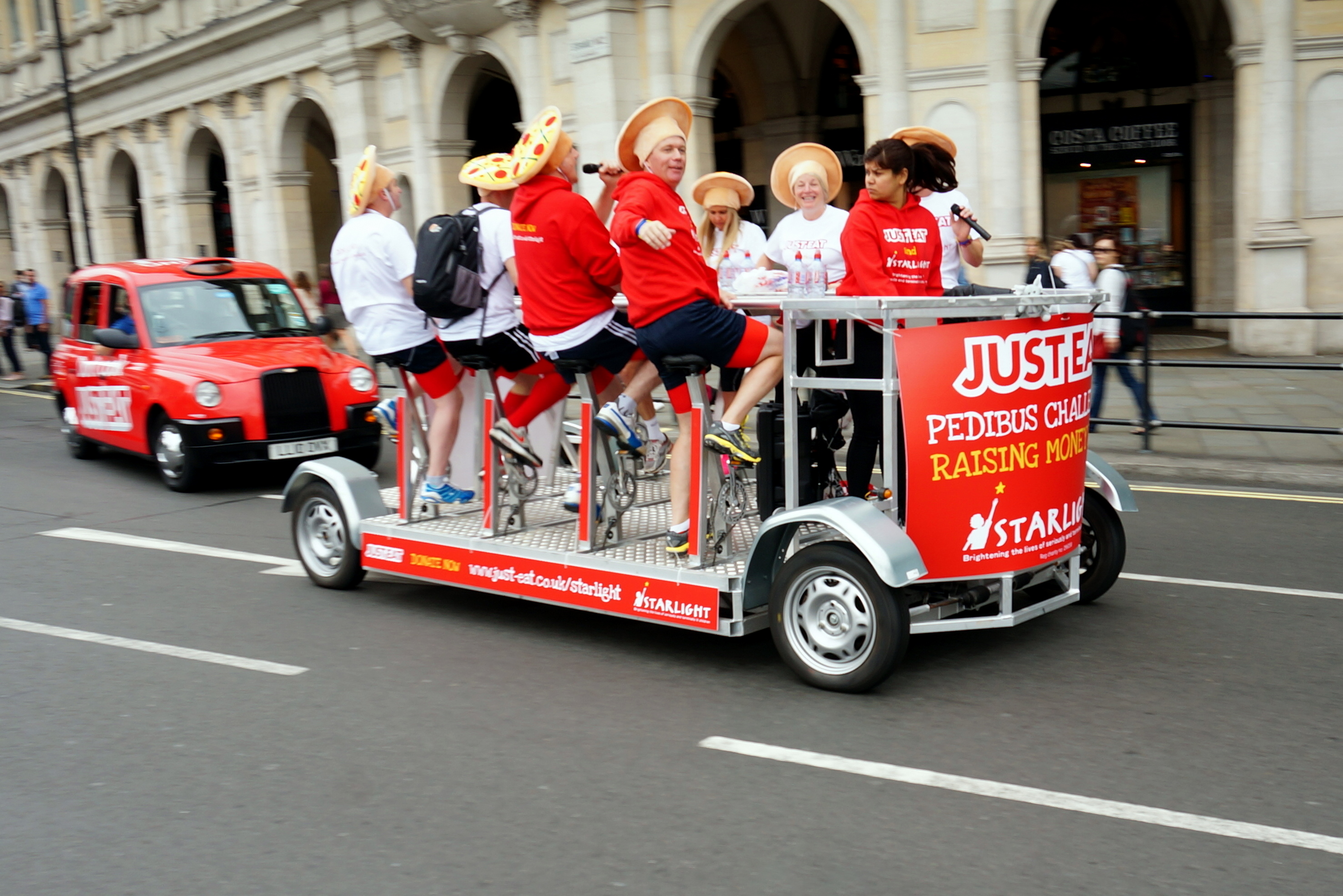
Britisches Thekenfahrrad London
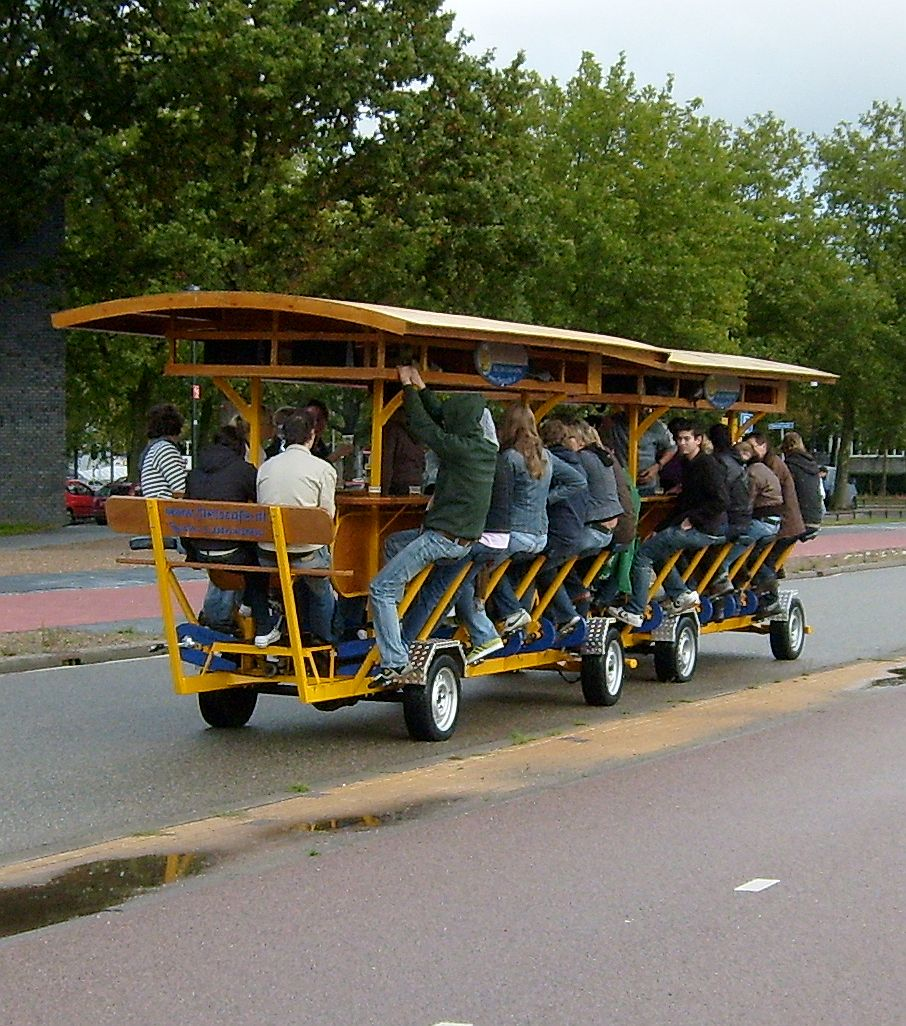
Bierfiets (Fietscafé) in Utrecht, Niederlande
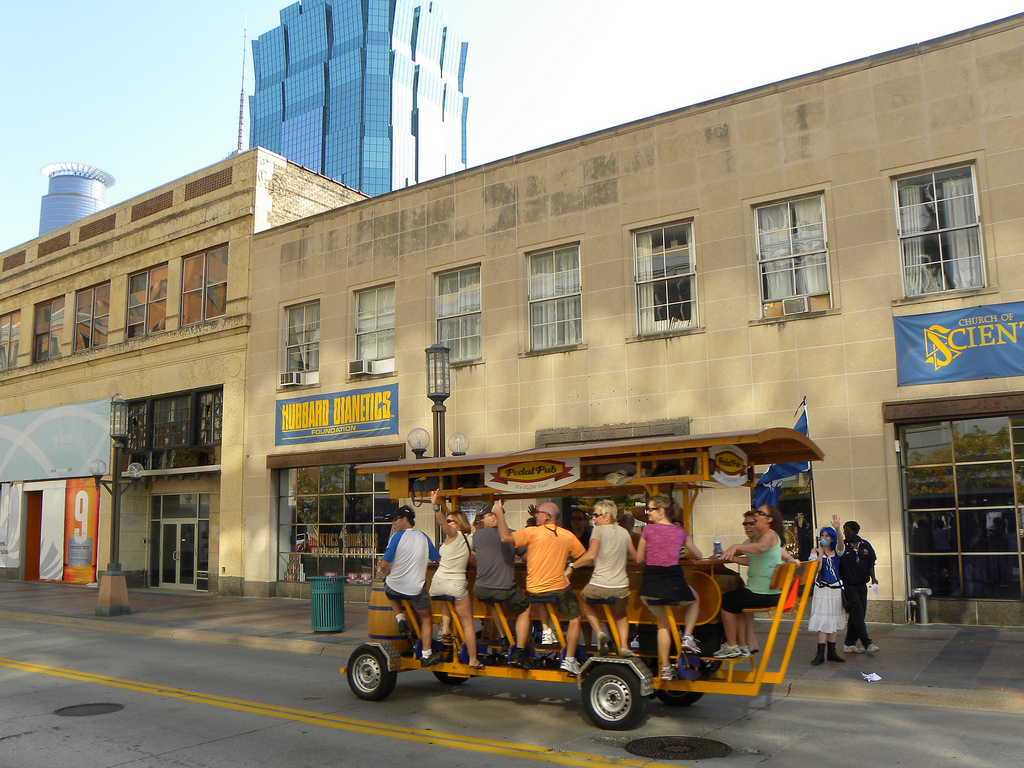
Als Pedal Pub vermarktetes Thekenfahrrad  in Minneapolis
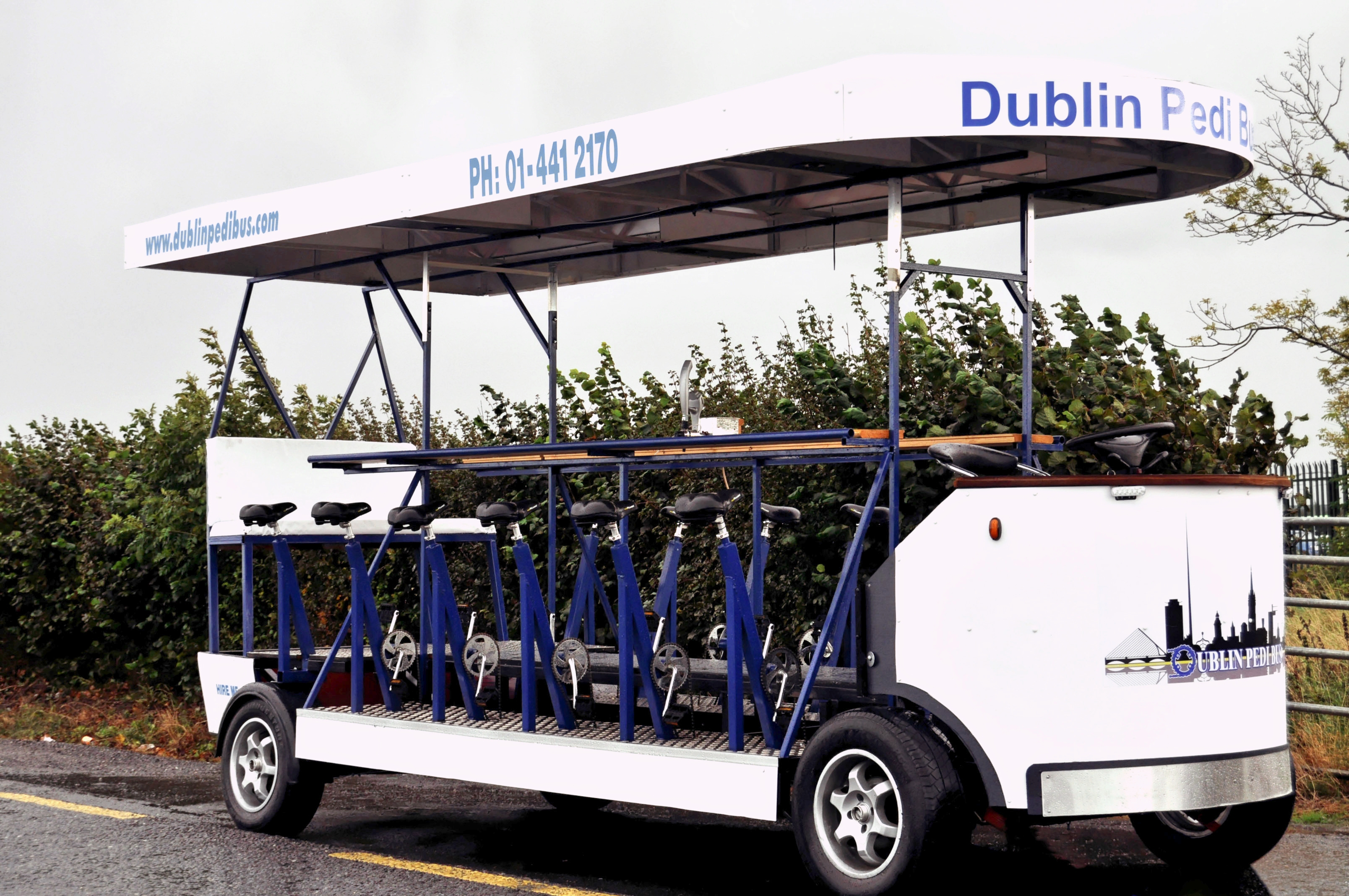
Ein Pedal Bus in Dublin, Irland
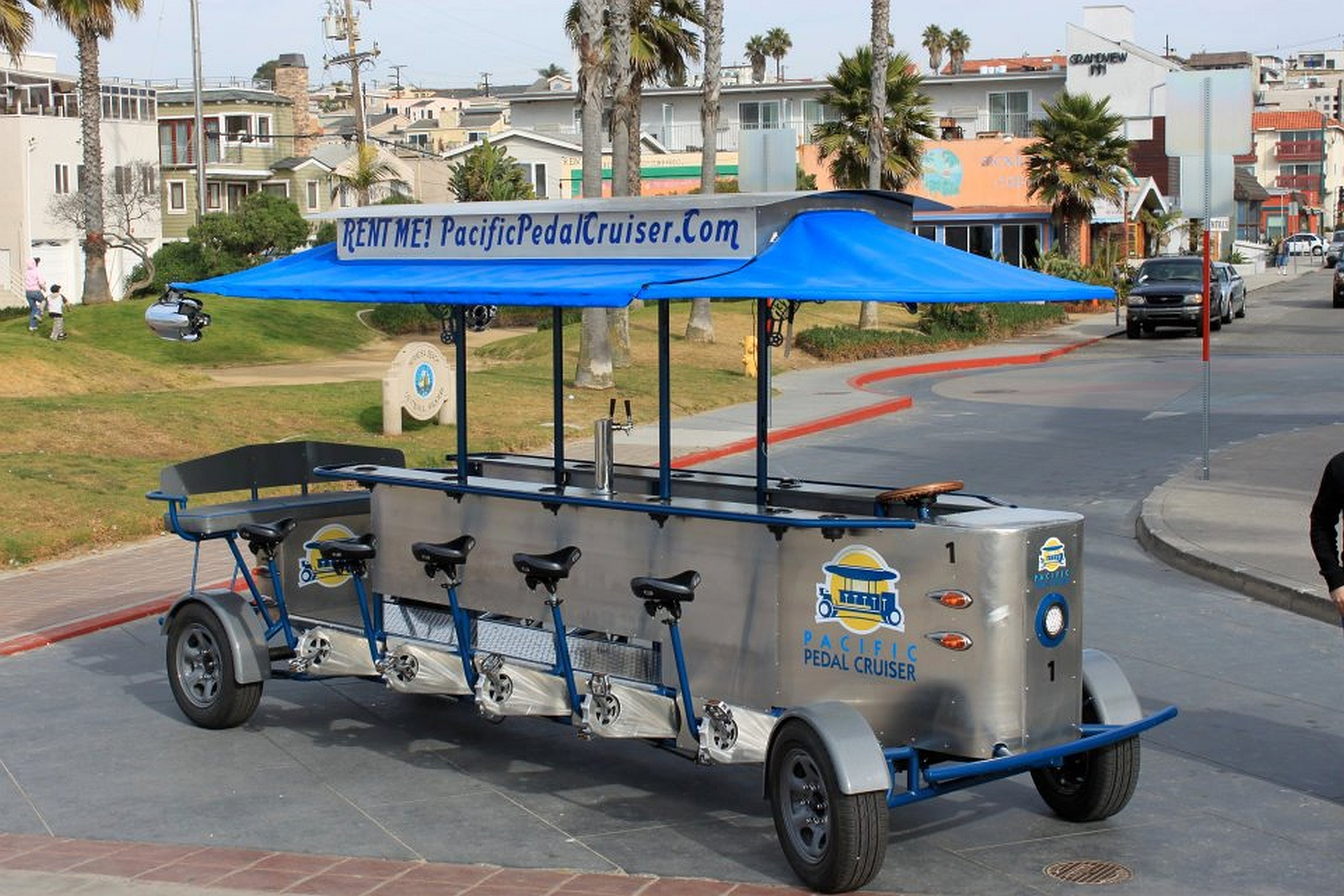
Ein Party-Fahrrad in Hermosa Beach, Kalifornien
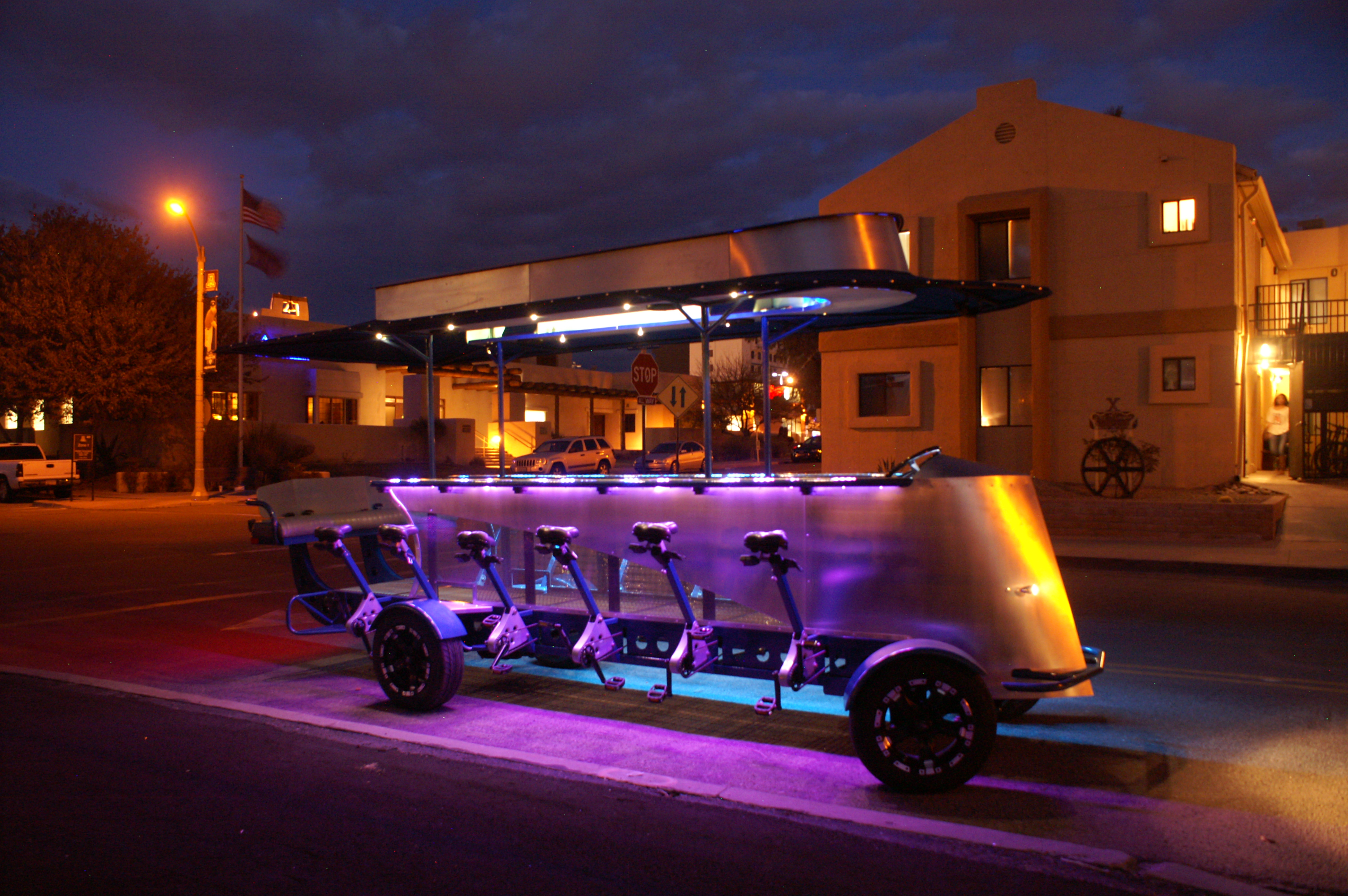
Thekenfahrrad bei Nacht in Arizona
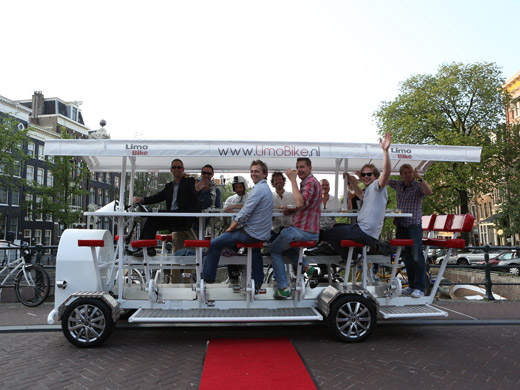
Ein 'LimoBike' in Amsterdam

## Kritik
Kritisiert werden Thekenfahrräder einerseits wegen der oft alkoholisierten Mitfahrer, andererseits, weil die vergleichsweise großen, bis zu einer Tonne schweren und langsamen Fahrzeuge gerade in Großstädten eine nicht unerhebliche Verkehrsbehinderung darstellen.
Das Herumfahren von Thekenfahrrädern mitten in den Städten signalisiere „Saufen und Fahren, das geht doch zusammen“, argumentiert die deutsche Gewerkschaft der Polizei. Volltrunkene hätten im Verkehr nichts zu suchen.
Der ADAC begrüßt ein Verbot von Thekenfahrrädern im öffentlichen Straßenverkehr, weil Alkoholkonsum und die Teilnahme am Straßenverkehr seiner Ansicht nach nicht zusammenpassen.

## Rechtliche Situation
Düsseldorf untersagte als erste Stadt in Deutschland einem Bierbikevermieter die Benutzung öffentlicher Straßen ohne Sondergenehmigung. Hiergegen klagte der kommerzielle Betreiber durch mehrere Instanzen. Am 28. August 2012 entschied das Bundesverwaltungsgericht, dass Thekenfahrräder in Deutschland auf öffentlichen Straßen nicht ohne Sondernutzungserlaubnis  fahren dürfen, da sie nicht dem straßenrechtlichen Gemeingebrauch unterfallen, sondern eine erlaubnispflichtige Sondernutzung darstellen, da „die überwiegende Zweckbestimmung […] das Durchführen von […] Veranstaltungen auf der Straße“ und nicht die Teilnahme am Straßenverkehr sei, „also der Eventcharakter gegenüber der Ortsveränderung überwiegt“.
Vor dem Verwaltungsgericht Münster scheiterte ein Betreiber, der die Stadt Münster zur Erteilung einer Sondernutzungserlaubnis verpflichten wollte.
In Amsterdam dürfen seit 1. November 2017 keine Bierbikes mehr durch das Zentrum fahren. Das Amsterdamer Bezirksgericht stimmt mit dem Stadtrat überein, dass „die Kombination von Verkehrsbehinderungen, unsozialem Verhalten und dem geschäftigen Stadtzentrum ein Verbot rechtfertigt“ (Urteil). 2016 hatten zuvor 6000 Bewohner des Zentrums eine Petition unterschrieben, die das Verbot forderte.

## Zwischenfälle
Am Pfingstsonntag 2025 kam ein für einen Junggesellenabschied genutztes Thekenfahrrad im schwäbischen Altisheim nach einem Bremsversagen durch Fading von der abschüssigen Straße ab und krachte gegen einen Baum, wodurch 10 Personen verletzt wurden.

## Ähnliche Fahrzeuge
- ConferenceBike
- Nebeneinandem
- Tandem (Fahrrad)
- Tandem Trike